# The Little Circus Rider
The Little Circus Rider è un cortometraggio muto del 1911. Il nome del regista non viene riportato nei credit del film che fu prodotto dalla Selig Polyscope Company.

## Produzione
Il film fu prodotto da William Nicholas Selig per la sua compagnia, la Selig Polyscope Company.

## Distribuzione
Distribuito dalla General Film Company, il film, un cortometraggio in una bobina, uscì nelle sale cinematografiche statunitensi il 30 gennaio 1911.